# Bulas-Gruppe
Die Bulas-Gruppe ist eine mit einem Notnamen bezeichnete Gruppe attisch-schwarzfigurige Vasenmaler der 1. Hälfte des 4. Jahrhunderts v. Chr.

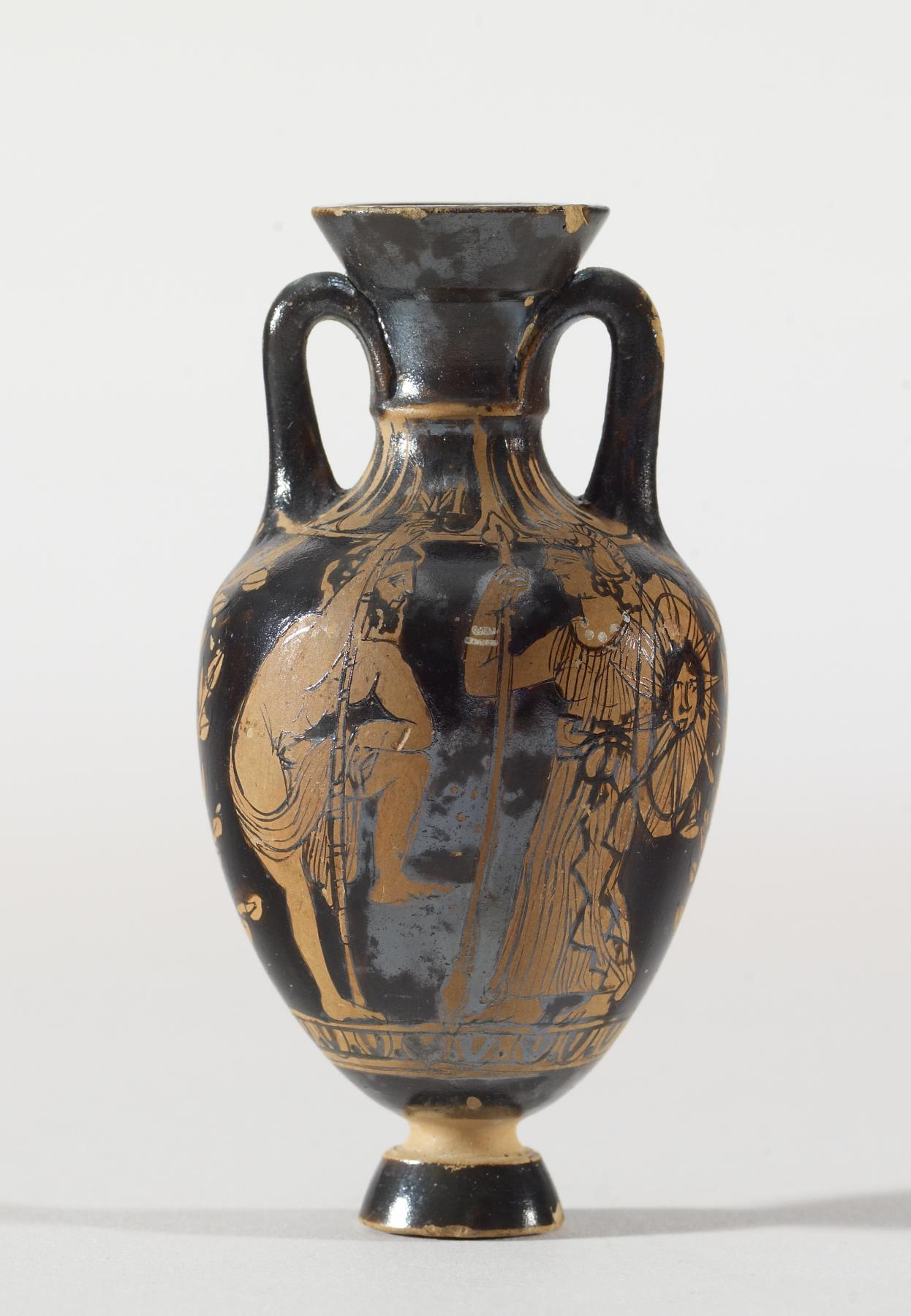
Das einzige rotfigurige Exemplar der Gruppe: Poseidon und Athena (auf der Rückseite Hermes) auf einer Minatur-Panathenäische Preisamphora. Walters Art Museum (48.59).

## Beschreibung
Die Bulas-Gruppe ist vor allem für ihre Panathenäischen Preisamphoren im Miniaturformat bekannt, die sie überwiegend produzierte und im schwarzfigurigen Stil verzierte. Nur eine einzige Miniatur-Preisamphore der Gruppe, heute im Walters Art Museum in Baltimore, im rotfigurigen Stil ist bekannt. Daneben produzierte die Gruppe auch weitere andere schwarzfigurige Miniaturgefäße, vor allem Lekythen mit Netzdekor.
Benannt wurde die Gruppe von John D. Beazley nach dem polnischen Archäologen Kazimierz Bulas. Das Beazley Archive führt fast 80 Stücke in ihrer Keramik-Datenbank für die Bulas-Gruppe.

## Werke (Auswahl)
Miniatur-Preisamphoren
- Miniatur-Preisamphora, Bonn, Akademisches Kunstmuseums 1627[2]
- Miniatur-Preisamphora, New York, Metropolitan Museum of Art 06.1021.156[3]
- Miniatur-Preisamphora, New York, Metropolitan Museum of Art 41.162.52[4]
- Miniatur-Preisamphora, New York, Metropolitan Museum of Art 41.162.53[5]
- Minatur-Preisamphora, Tampa, Tampa Museum of Art 1986.32[6]
- Miniatur-Preisamphora, Tampa, Tampa Museum of Art 1986.33[7]
- Rotfigurige Miniatur-Preisamphora, Baltimore, Walters Art Museum 48.59[8]

andere Formen
- Miniatur-Alabastron, New York, Metropolitan Museum of Art 06.1021.89[9]
- Miniatur-Aryballos, New York, Metropolitan Museum of Art 41.162.187[10]
- Miniatur-Lekythos, Boston, Museum of Fine Arts 98.202[11]
- Miniatur-Lekythos, Malibu, J. Paul Getty Museum 86.AE.260[12]
- Miniatur-Lekythos, Kairo, Ägyptisches Museum CG26206 und andere[13]

## Belege
1. ↑  Einträge zur Bulas-Gruppe im Beazley Archive. In: www.carc.ox.ac.uk. Beazley Archive (englisch).
2. ↑  Adriana Günzel: Attic Miniature Panathenaic Amphora in the Academic Art Museum Bonn (Inv. 1627). 29. Oktober 2024, abgerufen am 12. Juni 2025 (englisch).
3. ↑  Attributed to the Bulas Group: Terracotta miniature Panathenaic amphora. Abgerufen am 12. Juni 2025.
4. ↑  Attributed to the Bulas Group: Terracotta miniature Panathenaic amphora. Abgerufen am 12. Juni 2025.
5. ↑  Attributed to the Bulas Group: Terracotta miniature Panathenaic amphora. Abgerufen am 12. Juni 2025.
6. ↑  Tampa 1986.32 (Vase). Abgerufen am 12. Juni 2025.
7. ↑  Tampa 1986.33 (Vase). Abgerufen am 12. Juni 2025.
8. ↑  Miniature Panathenaic Amphora | The Walters Art Museum. Abgerufen am 12. Juni 2025 (englisch).
9. ↑  Attributed to the Bulas Group: Alabastron. Abgerufen am 12. Juni 2025.
10. ↑  Attributed to the Bulas Group: Aryballos. Abgerufen am 12. Juni 2025.
11. ↑  Lekythos. Abgerufen am 13. Juni 2025 (englisch).
12. ↑  Attic Squat Lekythos with Network Pattern (The J. Paul Getty Museum Collection). Abgerufen am 12. Juni 2025 (englisch).
13. ↑  https://www.britishmuseum.org/collection/object/X__7110